# Orrörarna, Borgå
Orrörarna är öar i Finland. De ligger i Finska viken och i kommunen Borgå i landskapet Nyland, i den södra delen av landet. Öarna ligger omkring 31 kilometer öster om Helsingfors.
Arean för den av öarna koordinaterna pekar på är 1,5 hektar och dess största längd är 260 meter i sydöst-nordvästlig riktning. Närmaste större samhälle är Östersundom, 19,5 km väster om Orrörarna.